# رجل متعدد الاستخدامات
رجل متعدد الاستخدامات (بالإنجليزية: Swiss Army Man)‏ هو فيلم كوميدي درامي أمريكي من تأليف وإخراج دان كوان ودانيال شاينرت سنة 2016. الفيلم من بطولة الممثل دانيال رادكليف.

## القصة
(هانك طومبسون) رجل يائس تقطعت به السُبُل في البرية ويسعى بجدية لقتل نفسه، فيُصادق جثة هامدة مُلقاة هناك على شاطئ البحر، ويُسمِّي صاحب الجثة (ماني)، ثم ينطلقا سويًا في رحلة سريـالية خيالية بهدف الوصول إلى المنزل، ليتعرضا للعديد من المواقف المتباينة خلال رحلتهما العجيبة خاصة مع اكتشاف هانك للقدرات الخارقة التي يتمتع بها ماني

## طاقم العمل
- دانيال رادكليف
- بول دانو
- ماري إليزابيث وينستد
- ريتشارد غروس
- أندى هول
- شين كاروث

## روابط خارجية
رجل متعدد الاستخدامات على موقع IMDb (الإنجليزية)
- رجل متعدد الاستخدامات على موقع ميتاكريتيك (الإنجليزية)
- رجل متعدد الاستخدامات على موقع روتن توميتوز (الإنجليزية)
- رجل متعدد الاستخدامات على موقع نتفليكس (الإنجليزية)
- رجل متعدد الاستخدامات على موقع قاعدة بيانات الأفلام العربية
- رجل متعدد الاستخدامات على موقع ألو سيني (الفرنسية)
- رجل متعدد الاستخدامات على موقع أول موفي (الإنجليزية)
- رجل متعدد الاستخدامات على موقع بوكس أوفيس موجو (الإنجليزية)
- رجل متعدد الاستخدامات على موقع فيلمافينيتي (الإسبانية)
- رجل متعدد الاستخدامات على موقع قاعدة بيانات الفيلم (الإنجليزية)